# زاكورة
زاكورة: هي مدينة مغربية بإقليم زاكورة، تقع في الجزء الجنوبي الشرقي من المغرب، تعتبر مدينة زاكورة مدينة سياحية لكنها لم تستطع بعد أن ترقى إلى المستوى المطلوب في القطاع السياحي لافتقارها للبنية التحتية. تشتهر بالفخار، وتمورها ذات جودة جيدة، لكن أشجار النخيل تعرضت للإهمال وهي تعاني من مرض البيوض الذي تم اكتشافه في درعة لأول مرة سنة 1870، فقد فقدت المنطقة جمالها وموردها الأساسي وأضحى من الضروري إيجاد حلول لهذه الأزمة. تضم زاكورة 307306 نسمة (حسب إحصاء 2014).
بعض الدواوير التابعة لزاكورة تازارين زاكورة بالجنوب الشرقي للمغرب إحدى القبائل العربية المنتشرة هناك، فكلمة مساعدة كما هو معروف كلمة عربية ولا زالت مستعملة بكثرة في المشرق العربي و الجزيرة العربية لوقتنا الحالي.
المصدر قبيلة اولاد مساعد بزاكورة - المنصة العربية Alarabiya

## التسمية
اختلفت الآراء حول أصل اسم مدينة زاكورة، هناك من يرجع تسميتها إلى جذور أمازيغية نسبة لقرية واو زاكور التي تبعد عن مدينة زاكورة سبعين كيلومترا، وكذلك في جنوب زاكورة منطقة توجد بين الجبلين تسمى بين زواكر.

## تاريخ
استنادا إلى المصادر العبرية التي تعود إلى القرن الثاني عشر الميلادي والتي تعد من أقدم المصادر التاريخية للمنطقة، عمرت وادي درعة شعوب قديمة أقدمها الكوشيون المنحدرون من كوش أحد أبناء حام ابن نوح عليه السلام، ويعتبون أسلاف الحراتين الذين يمثلون إلى اليوم نسبة مهمة من سكان واحات الجنوب المغربي ووادي درعة على الخصوص هذه العناصر الإثيوبية الخلاسية كانت حسب بعض الإشارات التاريخية تكون غالبية سكان حصن تازاكورت إلى جانب طائفة كبيرة من اليهود، حيث يعتبر حصن تازكورت الواقع في السفح الشمالي جبل زاكورة النواة الأولى لمدينة زاكورة الحالية، واختلفت الروايات حول زمن بناء هذا الحصن فالمصادر اليهودية ترجعه إلى ما قبل الإسلام، بينما تؤكد المعطيات التاريخية الأثرية أنه بُني في زمن متأخر عن ذلك، أما المصادر المحلية فتعزو بنائه إلى النصارى مستدلة في ذلك بقصر تانصيتة أحد قصور المنطقة الذي لا يزال اسمه يذكر باسم الأميرة الرومية سيطة. بينت الدراسات التي أقيمت بالمنطقة إن أطلال حصن تازكورت ترجع إلى عصور مختلفة وأن ما تبقى من هذه الأطلال يرجع إلى العصور الإسلامية حيث أن بعض المواد المستعملة في بنائه تشبه إلى حد كبير تلك المواد المستعملة في البناء شمال المغرب إبان العصر الإدريسي، كما أن تصميم الحصن جاء مرابطاً لتصميم القلاع والحصون المرابطية وبذلك يمكن القول أنه قد بني في عهد الأدارسة وأعيد بناؤه في عهد الدولة المرابطية. بني حصن تازكورت على مساحة تقدر بنحو عشرة هكتارات وأُحيط به سور تتخله أبراج من كل الجهات كباقي المناطق المغربية ومنذ دخول الإسلام عرفت منطقة درعة نشاطا دينيا كبيرا نشئ عنه نشوء رباطات وزوايا، سنة 1575 أسس عمرو بن أحمد الأنصاري بتامكروت التي بعد عشرين كلم عن زاكورة أكبر زاوية عرفها تاريخ المغرب الحديث وهي الزاوية الناصرية، تعتمد هذه الزاوية على الطريقة الغازية الصوفية وقد كانت تدعو إلى تجاوز المذهبية والتمسك بالسنة النبوية الشريفة، الحق الشيخ محمد ابن ناصر بالزاوية الناصرية خزانة جلب إليها الكتب من المشرق والمغرب حتى وصف بصقر الكتب لحبه لاقتنائها بشتى الوسائل ثم جاء ابنه أحمد الخليفة من بعده وبنى بجوارها مدرسة لإيواء طلبة العلم وواصل استقطاب الأساتذة من مختلف جهات البلاد، اكتسبت خزانة الزاوية الناصرية منذ نشأتها صيتا عالميا لما تضمه من كتب ومخطوطات فاق مجموعها أربعة آلاف كتاب، كما تتوفر الخزانة على كتاب مكتوب بماء الذهب لقيس القيرواني ومصحف كتب على رق الغزال، يتسفيد من الخزانة اليوم إضافة إلى السياح، قرابة مئة طالب من طلاب العلم قدموا من مختلف المدن المغربية وحالياً يعتبر السيد خليفة بن لحسن هو محافظ مكتبة تامكروت.

## المناخ
بحكم الموقع العرضي لزاكورة وانفتاحها على الصحراء وموقعها الداخلي البعيد عن المؤثرات البحرية،
يعد مناخها يابسا وشبه صحراوي. وخصائص هذا المناخ أنه شديد الحرارة صيفا وشديد البرودة في الشتاء, وينعكس هذا بشكل نسبي على كل من درجة الحرارة والمتوسط السنوي للتساقطات". فبالنسبة للحرارة فتعرف المدينة حرارة مرتفعة وغير منتظمة خلال فصل الصيف، إذ تصل إلى 50º في بعض الأحيان، أما بالنسبة للتساقطات فتعرف زاكورة تساقطات تتعدى في المتوسط 45 ملم.

## الزراعة
تتمركز الزراعة في واد درعة ومنبسط تزارين الغني بالنخيل وأما أنواع الغلات الأخرى فهي الحبوب والمزروعات التسويقية واللوز والتفاح والمشمش والرمان والحناء والبطيخ الأحمر . أما التساقطات الضعيفة فإنها تستهلك عبر السواقي وسد المنصور الذهبي وكذا السهول التلية التي تضفي على النخيل لونه الأخضر الذي لا يقارن.

## النقل والمواصلات
تمتلك زاكورة محطة طرقية خاصة بالحافلات تربط المدينة بالمدن الكبيرة كالدار البيضاء والرباط، كما تم في عام 2007 تدشين مطار زاكورة وإنشاء خط جوي يربط زاكورة بورزازات والدار البيضاء، هذا الخط ساهم في رفع عدد المسافرين بمطار زاكورة بشكل كبير خصوصاً بعد دعم هذا الخط وتخفيض سعر الرحلات الجوية. كما تم في عام 2018 تدشين خط جوي جديد يربط بين مطار زاكورة ومطار مراكش المنارة.

## معرض صور

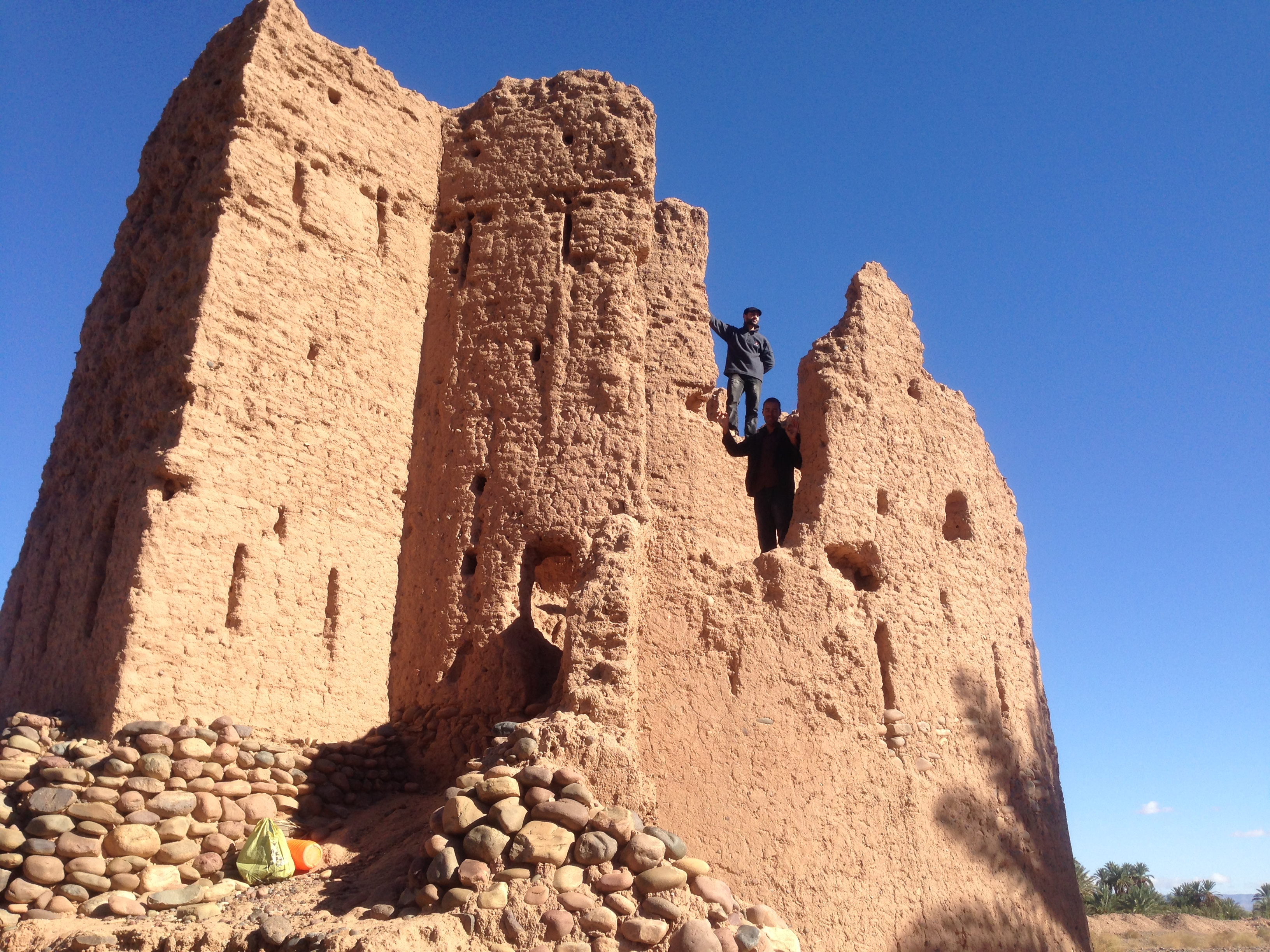
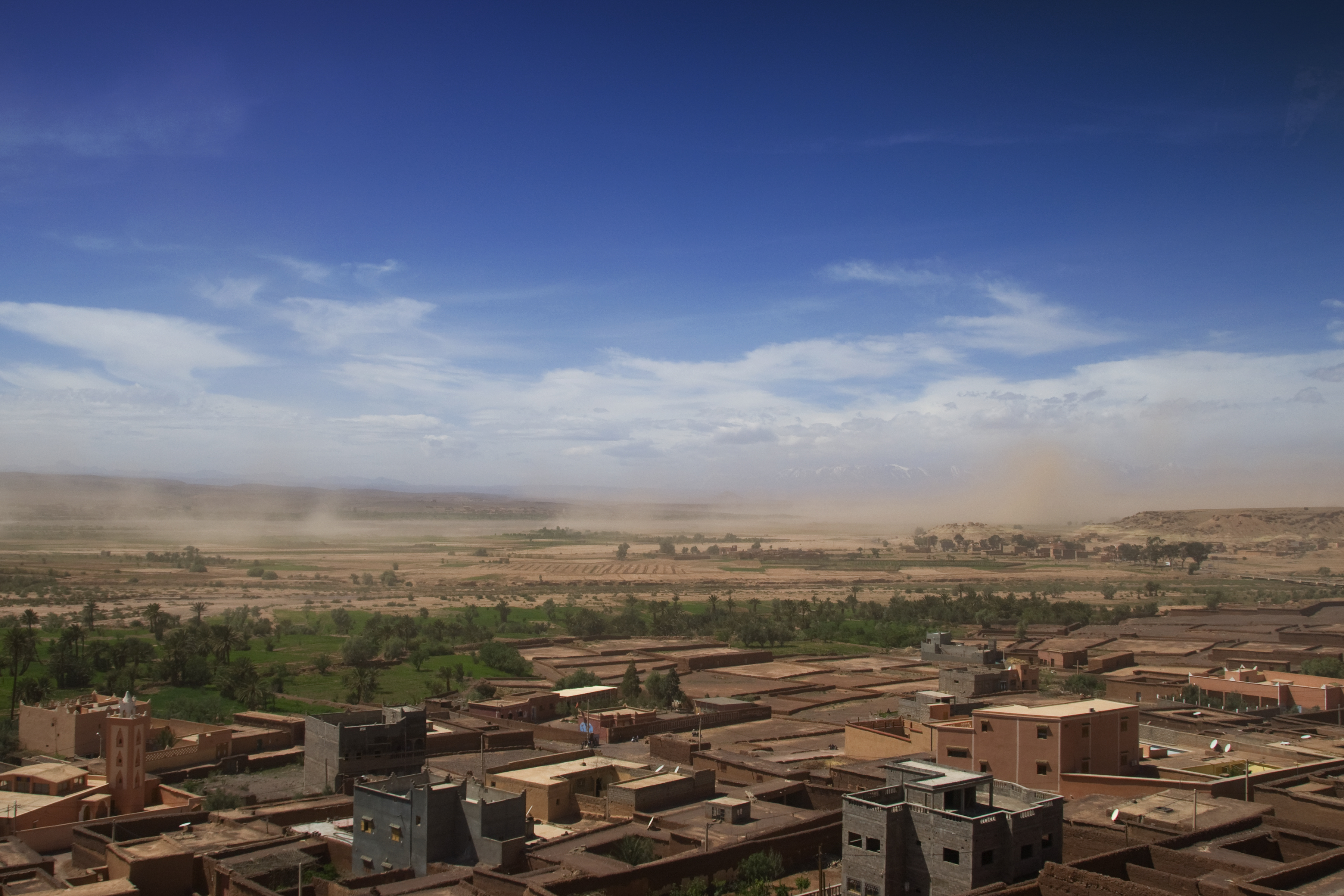
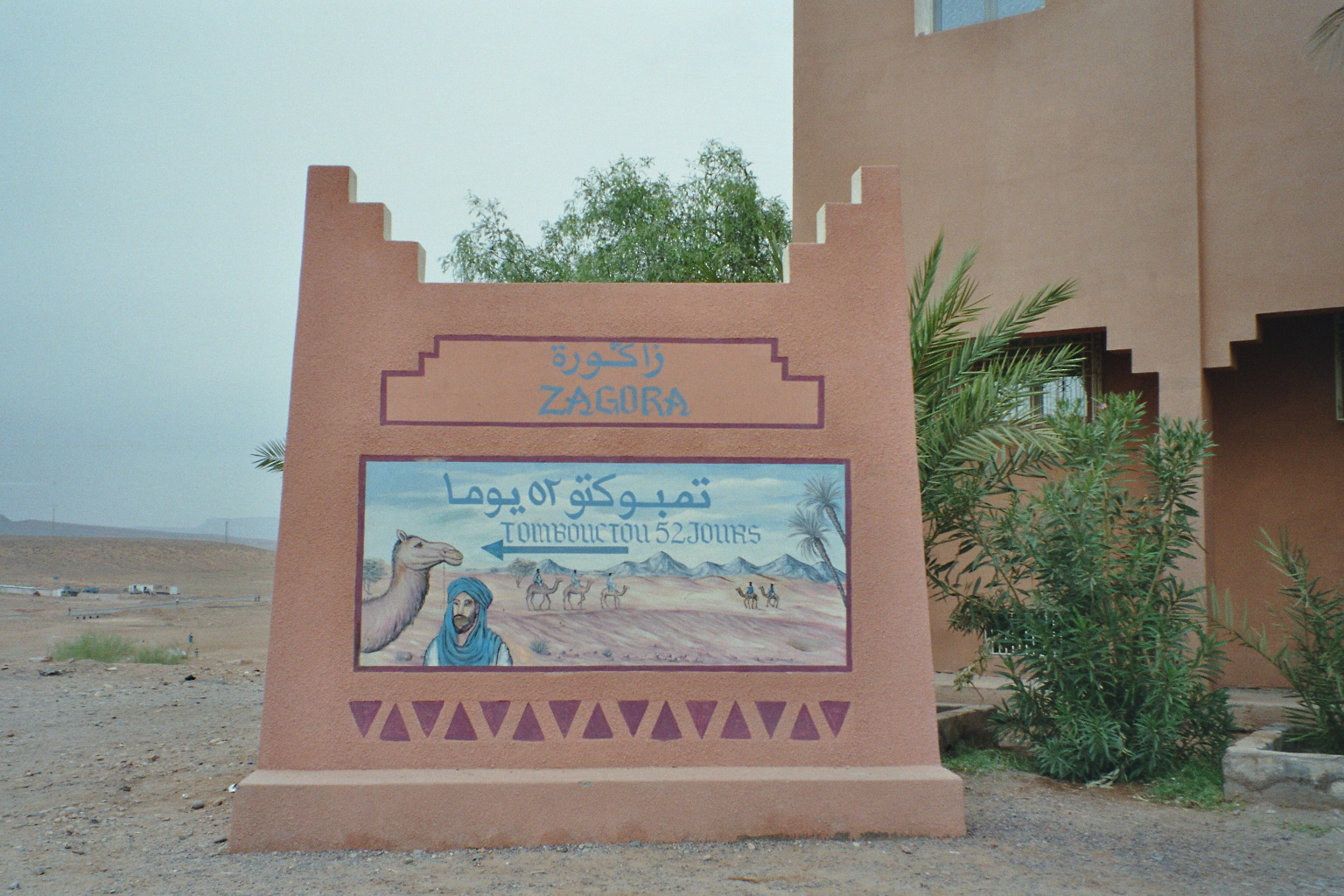
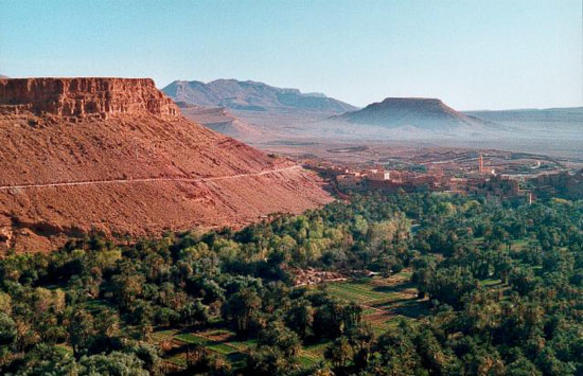